# Clarence D. Clark
Clarence Don Clark, né à Sandy Creek (New York) le 16 avril 1851 et mort à Evanston (Wyoming) le 18 novembre 1930, est un avocat et homme politique américain, membre du Parti républicain.
Représentant à la convention constitutionnelle du Wyoming, il fut le premier élu à la Chambre des représentants des États-Unis pour le district at-large de l'État, du 1er décembre 1890 au 3 mars 1893. Il est par la suite sénateur au Congrès, du 23 janvier 1895 au 3 mars 1917.